# Фра Вита из Котора
Мајстор Вито (Вита Трифунов Чучо(ло)) которски је градитељ из 14. века. Био је главни мајстор-градитељ манастира Високи Дечани са око тридесетак клесара из Котора. 

## Дело
О мајсторовој улози сведочи натпис на порталу јужних врата храма где се помиње да је грађен осам година, од 1327. до 1335. Дословно се помиње: „Фра Вита, мали брат, протомајстор из Котора, града краљева, сазида овузи цркв светога Пантократора господину краљу Стефану Урошу 3-ему и његовому сину светлому и превеликому и преславному господину краљу Стефану. И сазида се за 8 годишт, и доспела је савсем цркв в лето 1335“. 
По скорашњим истраживањима историчара, мајстор Вито Которанин је презвитер Вита Трифунов Чучо (Чучоло), опат цркве Свете Марије на Гурдићу и прокуратор манастира Светог Фрање. Овај манастир је био задужбина Јелене, жене Стефана Уроша I деде Стефана Дечанског.
У которским списима Витино име се помиње преко 40 пута, а 20 пута и са презименом. Наводи се као извршилац тестамента Обрада Десиславина Гамбе, градитеља сребрног олтара над гробом Светог Николе у Барију, поклона краља Милутина. 
Вито Трифунов Чучо се помиње све до 1337, а архива из каснијих година је изгубљена. 
Ако је преминуо у Котору, може се са великом вероватноћом претпоставити да је сахрањен у цркви Свете Марије на Гурдићу, или у манастиру Светог Фрање, самостану „мале браће“. 